# Discospermum sphaerocarpum
Discospermum sphaerocarpum là một loài thực vật có hoa trong họ Thiến thảo. Loài này được Dalzell ex Hook.f. mô tả khoa học đầu tiên năm 1859.